# Састанак у Такову
Састанак у Такову се одржао 23. априла (на хришћански празник Цвети, 11. априла по јулијанском календару) 1815. године испред таковске цркве и том приликом је подигнут Други српски устанак.
Било је договорено да се коначна одлука о дизању устанка донесе на Цвети, 11. априла, када се у селу Такову одржавао велики народни сабор, и тада је у село долазио народ из многих крајева. Припреме за устанак су биле држане у највишој тајности, а агитација је у почетку била ограничена само на рудничку, крагујевачку и чачанску нахију. Прве борбе са Османлијама, приликом којих је ослобођен Рудник, збиле су се четири дана пре састанка у Такову.
На Састанку су се окупили сви виђенији људи из рудничке нахије и околних села и том приликом је одлучено да се, и после неуспеха Првог српског устанка, поново дигне устанак, а за вођу устанка је изабран Милош Обреновић.
У недељу, 23. априла, на празник Цвети, после завршене службе у цркви у Такову, Милош Обреновић је изашао пред народ, попео се на један већи камен и почео говорити:
Слушајте браћо. Чујте свеколики Срби. Чуј велико и мало, мушко и женско, који сте год дошли ево овде данас. А тко није данас овде, онај свакако од вас да чује и очује, и да свак добро разумије и упамти ово што ћу свима сада за вазда прозборити. Ако сте ради мене имати с вама и пред вама од сада за свагда у општем послу и руководца за народ и завичај и ако сте ради да сви наши труди буду напредни, а ви сад сви из једног овди грла пред овим божијим домом то изреците и пред светим олтаром завјет чините, да ви на ваше душе примате све оно што би од овог предузетог посла могло изаћи несреће и пострадања, пак и то да мени сад овди обећавате и одмах да ми дате пуну власт и слободну вољу да ја могу заповиједати сваком вам и да могу наказати (казнити) сваког који ме год не би што хтео послушати или који би што укварио.
На то сви једногласно повичу „Све на нашу душу, и врат, и образ...". Затим су сви редом пољубили руку кнезу Милошу и пожелели му успех.
Након тога, кнез Милош је у Црнући, где се окупило доста људи, ушао у свој вајат и обукао најсвечаније одело, узео заставу, изашао напоље и рекао:
Ево мене, а ето вам рата с Турцима!

## Позадина
За време везирства Сулејман-паше y Смедеревском санџаку, које је пропраћено прогонима српског живља, већина народних старешина из првог устанка заједно са Карађорђем налазила се ван Србије. Од старешина преосталих y Србији био је најзнатнији Милош Обреновић, војвода руднички, који је после предаје Сулејман-паши и објављене амнестије на захтев везиров пошао y народ да га умирује и враћа из збегова. На томе послу радиле су и друге старешине, но увек са зебњом, јер је искуство казивало да турским амнестијама не треба много веровати. Уз све то, народ се враћао кућама; Турци, y прво време, нису чинили насиља; они су тај посао остављали за доцније, када се народ умири и кад се y санџаку врате све знатније старешине које су учествовале y устанку, иако је и њима дата амнестија изузевши Карађорђа и неколико најистакнутихиј главара Првог устанка.
Кад се потпуно преместио y Београд, Сулејман-паша почео је са насиљима. Видећи да је амнестија која је објављена само привидна мера, народне старешине почеле су поново да помишљају на организовање народног отпора. Поуздано се зна да је 8. августа 1814, y Топчидеру, одржан састанак народних кнезова и првака коме су присуствовали Милош Обреновић, Лазар Мутап, Арсеније Ломо, Милић Дринчић, Миливоје Тадић, Радован Грбовић, Аксентије Миладиновић, Василије Јовановић, Панта Илић, Василије Павловић и Георгије Лазаревић, на коме је расправљано питање новог устанка и решено да се на ослобођењу Србије покуша радити прво мирним путем, па тек ако то не успе да се диже устанак. Да би се видело шта се може учинити мирним путем, молбама и интервенцијама код страних дворова, овлаштен је прота Матеја Ненадовић који се налазио y избеглиштву y Срему да отпутује y Беч, да преко руског посланства и царског уреда дејствује y томе правцу. Њему су послане молбе и пуномоћ да народ заступа, a дата су му y једном писму и опширна упутства којих је требало да се придржава. Делање проте Матеје Ненадовића, који је извршио овај налог и задржао се y Бечу дуго времена, остало је без успеха.
У то време почеле су и прве буне из времена владавине Сулејман-паше. Букнула је Хаџи Проданова буна, која је угушена углавном настојањем Милоша Обреновића, који је налазио да још увек није време устанку. Ta је буна онеспокојила Турке, па је Сулејман-паша одлучио да y Београд позове све народне старешине, a међу њима и Милоша Обреновића, где је намеравао да их заплаши и, вероватно, побије, што је већ учинио са некојим. Један део старешина није се одазвао томе позиву, али је Милош Обреновић дошао y Београд и изашао пред пашу. Видећи да су старешине прозреле његову намеру, Сулејман-паша примио је лепо старешине који су дошли и вратио их кућама, али је као таоца задржао Милоша Обреновића. Послуживши се лукавством, Милош је ипак успео да га паша пусти из Београда и он се, већ 9. марта 1815, налазио y Црнућу, код своје куће.
Долазак Милоша Обреновића y Црнућу привукао је y тај крај народне старешине које су биле за дизање устанка. Заједно са Милошем су одржали неколико састанака, од којих је један био y Манастиру Враћевшници код архимандрита Мелентија Павловића, други y Луњевици, код Милошева побратима Николе Милићевића-Луњевице, трећи y Драгаљу y кући војводе Арсенија Ломе, четврти y Рудовцима, y кући попа Ранка. Ови учестани састанци народних старешина били су ускоро пропраћени и првим непријатељствима са Турцима. Прве борбе са Османлијама, приликом којих је ослобођен Рудник десиле су се 8. априла 1815, a друге 10. априла, дакле само два дана доцније. Овакав развој догађаја убрзао је Милошеву одлуку о подизању устанка.

## Сабор у Такову
12. априла 1815, на Цвети, црква y селу Такову славила је своју славу. Од давнина је био обичај да се на тај дан код цркве одржава народни сабор, па је тако било и ове године, a на сабор се искупио велики број народа из ближе и даље околине. Сабору је присуствовало и доста народних старешина, који су се непрестано налазили y околини Милоша Обреновића, настојећи да га приволе на устанак. После завршене службе божје Милош јe, окружен старешинама, изашао из цркве, стао на један камен и, према забелешци Симе Милутиновића Сарајлије, одржао сакупљеном народу говор којим га је позвао да се изјасни да ли ће га слушати.
„ . . . Ако сте ради мене имати с вама, и пред вама, од сада за свагда y општем послу руковаоца за народ и завичај, и ако сте ради надати се да сви наши труди бити узмогну напредни, a ви сад сви из једног грла овде пред овим божјим домом то изреците, и пред светим олтаром свети завет учините, да ви на ваше душе примате све оно, што би из овога предузећа могло изаћи несреће и страданија . . . и одма да ми дате пуну власт и слободну вољу да ја могу заповедати свакоме вам и да могу наказати свакога, који би што укварио . . ."
Народ и старешине пристали су на Милошев захтев, a он се вратио y Црнуће, обукао свечано војводско одело, предао барјактару барјак да га пободе на месту где ће се окупљати устаници, говорећи:
— Ево мене, a ето вам рата с Турцима!

### Учесници скупштине
Милан Ђ. Милићевић у својој књизи наводи неке од људи који су били на тој скупштини: Милош Обреновић, Господар Јован (?), Лазар Мутап из Пислонице, Никола Луњевица из Луњевице, Милић Дринчић, Тодор Беља, Добрица Весковић из Теочина, Перица Н. Буљугбаша из Миоковаца, Дамњан Матовић-Крџа из Лочеваца, Марко и Никола, браћа Ракићи из Рудника, Милован Ломић из Драгоља, Васиљ Милојевић, Милић Брајовић и Лазар Васиљевић из Брезне, Радован Жижовић из Леушића, Тодор Јеремић и Благоје Н. из Прањана, Иван Шалавардић из Грабовице, Петар Грк из Невада, Јован Лазић из Сврачковаца, Танаско Михаиловић и Васо Поповић из Бершића, Прста Јанко Витомировић, Радојица Пауновић и Милован Топаловић из Такова, Јован Поњавић из Бруснице, Никола Терзија из Синошевића, Милисав Корушчић из Рујчића, Радован Бајић из Брајића, Марко Радосављевић из Клатичева, Сима Баралија из Шарана, Аксентије и Вићетније Чалуковићи из Љеваје, Павле Штуле и Петар Штуле из Озрема, Марко Драшкић из Полома, Мали Радојић из Мојсиња, Петар Мали и Иван Петровић из Станчића, Илија Прељинац из Прељине, Јова Томић из Метинца (окр. крагујевачког), Радован Никавица (из окр. ужичког) и Петар Томашевић из Лочеваца. На састанку није био војвода Ломо.

## Последице
Устанак је затим букнуо y границама Смедеревског санџака, на велико изненађење Порте која је сматрала да су упутства о истребљењу Срба, дате Сулејман-паши, онемогућиле Србима сваку мисао на нови отпор. Порта је и ради својих унутрашњих околности али и ради спољних прилика налазила за потребно да се устанак на миран начин што пре угуши, па је такве налоге издала војним заповедницима који су на Дрини и на Морави чекали упутства и намеравали да војску пребаце y Смедеревски санџак. После неколико успешних битака са војском београдског везира Сулејман-паше и Срби су налазили за потребно да се мире, па су прихватили понуду Марашли Али-паше с којим је Милош Обреновић направио један усмени споразум, a Порта је из санџака одмах уклонила Сулејман-пашу, тако да је устанак био стварно окончан.

## Таковски крст
По Другом српском устанку и Такову, у којем је подигнут, добило је назив и одликовање које носи назив Орден Таковског крста.
Таковски крст, као симбол, се сада налази и на униформама Војске Србије.

## Слике
- Стари Таковски грм којег је погодио гром
- Натпис на споменику
- Млади Таковски грм, засађен поред старог грма, и спомен-плоча поред њега
- Споменик у Такову
- Споменик Другом српском устанку
- Таковски устанак, Вилхелм Герк, разгледница, штампа, колорисање, 9,1×13,8 цм, Београд, 1895-1903. На аверсу је одштампано: Takovo Aufstand unter Fürsten Milosch 1915 – Поздрав из Србије.
- Таковски устанак, издање књижаре Трифка Дудића, разгледница, штампа, колорисање, 8,9×13,9 цм, Мостар